# Giovanna di Foix-Béarn
Giovanna di Foix Ieanne in francese, Juana in spagnolo e asturiano, Joana in galiziano, in portoghese, in catalano e in basco, Chuana in aragonese, Joan in inglese e Johanna in tedesco e in fiammingo (... – 1358 circa) è stata una nobile francese che fu contessa consorte di Ribagorza e di Empúries, poi di Prades e Signora consorte di Dénia e Gandía.

## Biografia

### Infanzia
Era figlia del conte di Foix Gastone I di Foix-Béarn (unico figlio maschio di Ruggero Bernardo III di Foix e di Margherita di Montcada, erede della viscontea di Béarn) e di Giovanna d'Artois, figlia di Filippo d'Artois e di Bianca di Bretagna.
Pur non essendo state trovate fonti primarie che confermino gli ascendenti, è accettato che Giovanna fosse la figlia di Gastone I di Foix-Béarn.

### Matrimonio
Venne data in moglie al conte di Ribagorza e di Empúries, Siniscalco di Catalogna, Pietro, figlio del re d'Aragona e di Valencia, Conte di Barcellona e delle altre contee catalane Giacomo II il Giusto e di Bianca di Napoli, figlia del re di Napoli, Carlo lo Zoppo e di Maria D'Ungheria, figlia - forse primogenita - di Stefano V d'Ungheria e di sua moglie, la regina Elisabetta dei Cumani.
Il matrimonio venne celebrato a Castelló d'Empúries, il 12 maggio 1331.
Dopo che, nel 1341, suo marito, Pietro cambiò, col fratello Raimondo Berengario, la contea di Empúries con quella di Prades, Giovanna non fu più contessa di Empúries, ma divenne contessa consorte di Prades e Signora consorte di Dénia e Gandía.

### Morte
Dopo la morte di Giovanna, nel 1358 circa, il marito Pietro si ritirò in convento e prese i voti.

## Discendenza
Giovanna a Pietro diede tre figli:
- Alfonso (1332-6 marzo 1412), conte di Ribagorza e duca di Gandia, che, nel 1410, fu uno dei cinque pretendenti al trono di Aragona[8];
- Leonora (1333-Barcellona, 26 dicembre 1416), regina di Cipro e Gerusalemme in quanto moglie di Pietro I di Cipro;
- Giovanni (1335-1414), conte di Prades.